# Mondfinsternis vom 22. November 353 v. Chr.
Die in babylonischen Quellen notierte Mondfinsternis vom 22. November 353 v. Chr. gehört zur Gattung der ACT-Texte. Besondere Bedeutung erlangte diese Aufzeichnung durch Bezug auf den achämenidischen König Artaxerxes III. Heute befindet sich die Keilschrifttafel BM 32238 im British Museum zu London.

## Babylonische Erwähnung
Bei dem erwähnten astronomischen Ereignis handelte es sich um eine totale Mondfinsternis, die aufgrund der Angaben im Keilschrifttext genau zu datieren war. Sie trat in der Nacht des 22. November 353 v. Chr. ein. Der Schreiber des babylonischen Keilschrifttextes vermerkte die genaue Zeitangabe der Mondfinsternis:

„[Artaxerxes III. 6. Jahr]: 14. Araḫsamna (16./17. Novembergreg.): Beginn im Südosten, nach 23 deg (etwa 70 Minuten) totale (Mondfinsternis), die 18 deg (etwa 50 Minuten) andauerte.“